# آلمانی‌ها و جاسوس‌ها
آلمانی‌ها و جاسوس‌ها (انگلیسی: Huns and Hyphens) یک فیلم کمدی صامت آمریکایی است که در سال ۱۹۱۸ منتشر شد.

## بازیگران
- استن لورل
- لری سمون
- می دالبرگ
- فرانک الکساندر
- ویلیام هابر
- ادی بیکر
- جان راند
- مج کربی
- ویلیام مک‌کال